# Rolex Day-Date
Il Rolex Day-Date è un orologio prodotto dalla manifattura svizzera di orologeria Rolex. 

Rolex Day-Date in oro

## Storia
Nato nel 1956, deve il suo nome al fatto di presentare sia la data sia il giorno della settimana, che sono visualizzati rispettivamente a ore 3 e 12. È stato realizzato in varie referenze, quasi esclusivamente in platino ed oro. 
È stato proposto con alcune variazioni al Salone di Basilea nell'anno 2000. In tale occasione vennero modificati la cassa e i bracciali, realizzati o in platino o in oro bianco, giallo e rosa. 

## Descrizione

### Estetica
Caratterizzato da cassa tonneau e dalla presenza degli indicatori di data e giorno della settimana (disponibile in varie lingue), presenta lancette a bastone e, per indicare le ore, cifre romane o semplici indici. Sono state realizzate varianti speciali, arricchite con pietre preziose o fabbricate con materiali d'eccezione, quali corallo, onice e legno. 

### Referenze
-6510 e 6511 (realizzate nel    1954 solamente per un anno e sostituite poi dalle referenze 6611, 6612 e 6613);
-1803, 1804 e 1806 (realizzate nel 1961);
-1802 e 1807 (realizzate nel 1963);
-1811 (realizzata nel 1966);
-18026, 18028,18038,18039,18046, 18048,18049,18078,18079,18168,
18108,18039Bic,18129Bic (realizzate nel 1978);
-18200 e 18300 (realizzate nel 1988);
-118205,118206,118238 e 118239 (realizzate nel 2000); 
moltissime altre referenze furono poi realizzate negli anni successivi, quando poi nel 2008 verrà presentato il modello Day-Date II, con un'impetuosa cassa da 41mm, realizzata completamente in platino 950 o nella versione oro da 18 ct. e garantita impermeabile fino a 100 metri.
Nel 2015 Rolex presenterà il nuovo Day-Date 40.
Nel 2016 Rolex celebra i 60 anni del Day-Date con nuovi e bellissimi modelli.

### Meccanica
Presenta movimento Rolex automatico, certificato come cronometro. 